# Ken Rosewall
Kenneth „Ken“ Robert Rosewall MBE AM (* 2. November 1934 in Sydney) ist ein ehemaliger australischer Tennisspieler.
Er wurde in eine Familie von Tennisspielern hineingeboren, die eigene Tennisplätze besaß. Als natürlicher Linkshänder lehrte ihn sein Vater, mit der rechten Hand zu spielen. Vielleicht aufgrund dieses unorthodoxen Trainings entwickelte er eine starke und sehr effektive Rückhand; andererseits hatte er einen relativ schwachen Aufschlag. Er war schnell und ausdauernd und mit einem starken Volley ausgestattet. Sein Rückhandslice war sein stärkster Schlag und seine Rückhand gehörte mit der von Don Budge zu den stärksten Rückhandschlägen jener Zeit überhaupt.
Rosewall war gerade 18 Jahre alt, als er die australischen und französischen Meisterschaften gewann. Im Jahr 1953 hatte er die Chance, mit Lew Hoad den Grand Slam im Doppel zu gewinnen, aber bei den US Open scheiterten sie im Viertelfinale. Die beiden Spieler wurden einige Zeit „The Gold-dust Twins“ genannt.
Rosewall wechselte 1956 nach seinem überraschenden Sieg über Lew Hoad in Forest Hills zu den professionellen Tennisspielern. In einer Serie von Spielen gegen den besten Spieler im professionellen Tennis, Pancho Gonzales, wurde er mit 26:51 geschlagen.
Im Jahr 1963, als Gonzales sich vom Tennis zurückziehen wollte und Rod Laver nicht auf dem Höhepunkt seines Könnens war, war Rosewall klar der beste Tennisspieler der Welt.
Während seiner Karriere blieb er frei von Verletzungen, was ihn dazu befähigte, mit 43 Jahren noch Turniere zu gewinnen und unter den Top 15 der Welt zu rangieren. In Wimbledon blieb ihm der große Triumph verwehrt; er stand immerhin viermal im Endspiel. Alle anderen Grand-Slam-Turniere konnte er mindestens einmal gewinnen. Mit 1655 Siegen in 2282 Spielen hält er die Rekorde für die meisten gewonnenen und absolvierten Matches der Tennisgeschichte.
Mit dem Gewinn der French Open 1968 wurde er zudem der erste Sieger eines Grand-Slam-Turniers der Open Era.
1971 wurde er zum Member des Order of the British Empire ernannt. Für seine Verdienste um den Tennissport wurde er 1979 zum Member des Order of Australia ernannt. 1980 wurde er in die Hall of Fame des Tennissports aufgenommen. 

## Grand-Slam-Siege
Grand-Slam-Siege (Einzel)
| Jahr | Turnier                  | Belag | Gegner im Finale | Ergebnis           |
| ---- | ------------------------ | ----- | ---------------- | ------------------ |
| 1953 | Australian Championships | Rasen | Mervyn Rose      | 6–0, 6–3, 6–4      |
| 1953 | French Championships     | Sand  | Vic Seixas       | 6–3, 6–4, 1–6, 6–2 |
| 1955 | Australian Championships | Rasen | Lew Hoad         | 9–7, 6–4, 6–4      |
| 1956 | U.S. Championships       | Rasen | Lew Hoad         | 4–6, 6–2, 6–3, 6–3 |
| 1968 | French Open              | Sand  | Rod Laver        | 6–3, 6–1, 2–6, 6–2 |
| 1970 | US Open                  | Rasen | Tony Roche       | 2–6, 6–4, 7–6, 6–3 |
| 1971 | Australian Open          | Rasen | Arthur Ashe      | 6–1, 7–5, 6–3      |
| 1972 | Australian Open          | Rasen | Mal Anderson     | 7–6, 6–3, 7–5      |

Grand-Slam Siege (Doppel)
| Jahr | Turnier                  | Belag | Partner       | Gegner im Finale                    | Ergebnis           |
| ---- | ------------------------ | ----- | ------------- | ----------------------------------- | ------------------ |
| 1953 | Australian Championships | Rasen | Lew Hoad      | Ian Ayre / Rex Hartwig              | 6–2, 6–3, 6–2      |
| 1953 | French Championships     | Sand  | Lew Hoad      | Mervyn Rose / Clive Wilderspin      | 6–2, 6–1, 6–1      |
| 1953 | Wimbledon                | Rasen | Lew Hoad      | Rex Hartwig / Mervyn Rose           | 6–4, 7–5, 4–6, 7–5 |
| 1956 | Australian Championships | Rasen | Lew Hoad      | Don Candy / Bob Perry               | 6–2, 6–3, 6–3      |
| 1956 | Wimbledon                | Rasen | Lew Hoad      | Nicola Pietrangeli / Orlando Sirola | 7–5, 6–2, 6–1      |
| 1956 | U.S. Championships       | Rasen | Lew Hoad      | Ham Richardson / Vic Seixas         | 6–2, 6–2, 3–6, 6–4 |
| 1968 | French Open              | Sand  | Fred Stolle   | Roy Emerson / Rod Laver             | 6–3, 6–4, 6–3      |
| 1972 | Australian Open          | Rasen | Owen Davidson | Ross Case / Geoff Masters           | 3–6, 7–6, 6–3, 6–4 |